# Wolf Balthasar Adolf von Steinwehr
Wolf Balthasar Adolf von Steinwehr (* 9. August 1704 in Deetz, heute Dziedzice bei Soldin in der Neumark; † 4. April 1771 in Frankfurt (Oder)) war ein deutscher Historiker und Rechtswissenschaftler.

## Leben
Steinwehr begann am 18. Mai 1722 ein Studium der Theologie an der Universität Wittenberg. Hier avancierte er am 29. April 1724 zum Magister der Philosophie, erwarb am 17. September 1726 den Titel des Magister legens, die Erlaubnis an Hochschulen unterrichten zu dürfen. Am 15. Dezember 1728 wurde er Adjunkt der philosophischen Fakultät und 1729 ordentlicher philosophischer Assessor der Wittenberger Hochschule.
Am 17. Mai 1732 ging er an die Universität Leipzig und hatte dort an den Neuen Zeitungen von gelehrten Sachen gearbeitet. 1738 wurde er außerordentlicher Professor der Philosophie an der Universität Göttingen und übernahm dort 1739 als Gründer die Redaktion der gelehrten Zeitung. Nachdem er im September 1741 die Schriftstellerin Christiana Mariana von Ziegler geheiratet hatte, wechselte er am 21. November 1741 an die Universität Frankfurt (Oder) als ordentlicher Professor der Geschichte und des Natur- sowie Völkerrechts, wurde königlich preußischer Hofrat und Universitätsbibliothekar, auch später Professor der Antiquitäten. Seit 1738 war er auswärtiges Mitglied der Königlich Preußischen Sozietät der Wissenschaften.
Steinwehr hatte sich auch an den organisatorischen Aufgaben der Frankfurter Hochschule beteiligt und war im Wintersemester 1745 und 1749 sowie in den Jahren 1756 und 1765 Rektor der Alma Mater. Da Steinwehr ohne natürliche Nachfahren blieb, hinterließ er der Universität sein Vermögen, das sich auf über 12.000 Taler belief. Die Erträge dieser Summe wurden zum Ankauf von historischen Büchern verwendet und haben die Frankfurter Universitätsbibliothek bereichert.

## Werke
- Thesium Metaphysicarum De Perfectione Decades Duae. Respondent: Johann Albert Elers. Gerdes, Wittenberg 1728. (Digitalisat)
- Obligationem conscientiae errantis. Respondent: August Benedict Glauche. Leipzig 1732. (Digitalisat)
- Abhandlung von den Vortheilen des Vorlesens seiner Schriften in gelehrten Versammlungen; bey dem Eintritt in die Teutsche Gesellschaft im J. 1732 den 6ten August abgelesen u. s. w. Langenheim, Leipzig 1732.
- Argumenta quaedam recentiorum pro unitate Dei modeste expensa. Breitkopf, Leipzig 1734. (Digitalisat)
- Franz Hedelin, Abtes von Aubignac, gründlicher Unterricht von Ausübung der theatralischen Dichtkunst; aus dem Französischen übersetzet. Hamburg 1737
- Des Herrn von Fontenelle, unter dem Namen des Chevalier d’ Her*** herausgegebene Briefe, übersetzet u. s. w. Leipzig 1737
- Institutionum stili germ. quas in acad. Georgia Aug. per sem. aest. publ. traditurus est, rationem exponit, simul fructuum ab homine Germano eodemque literato ex erudita patrii sermonis cognitione percipiendarum gustum dat Wolf. Balth. Ad. de Steinwehr. Hager, Göttingen 1740. (Digitalisat)
- Anti-Machiavell. Putter legt ihm eine Übersetzung dieses Buches, ohne Ort und Jahr des Drucks anzugeben.
- Progr. de usu numismatum in historia Germaniae antiqua. Frankfurt (Oder) 1742
- Oratio inaug. historiarum cognitionem iurisque naturae et gentium scientiam adeo inter se nexas esse et iugatas, ut utriusque usus minus late pateat si altera ab altera seiungatur, ostendens. Hubner, Frankfurt (Oder) 1742. (Digitalisat)
- Oratio ob pacem redditam. Frankfurt (Oder) 1745
- Der Frau Marquisin von Chastellet Naturlehre an ihren Sohn. 1. Teil, nach der zweiten Französischen Ausgabe übersetzet. Mit 13 Kupfern. Leipzig u. Halle 1743 (Online)
- Des Hrn. Abts Trublet Versuche über verschiedene Gegenstände der Sittenlehre und Gelehrsamkeit. aus dem Franz. übersetzt. 4 Teile. Berlin 1744, 1755, 1766
- Diss. de notione obscuritatis in dicendo scribendoque. Frankfurt (Oder) 1748
- Des Reichsfrey- und edlen Herro von Wolf vernünftige Gedanken von der nützlichen Erlernung und Anwendung der mathematischen Wissenschaften; aus dem Lateinischen übersetzt. Halle 1747
- Der königl. Academie der Wissenschaften in Paris physische Abhandlungen.
  - 1. Teil, welcher die Jahre 1692–1701 in sich hält; aus dem Französischen übersetzt. Breslau 1749
  - 2. Teil, welcher die Jahre 1702–1706 enthält. Breslau 1750
  - 3. Teil, welcher die Jahre 1707–1711 enthält. Breslau 1751
  - 4. Teil, welcher die Jahre 1712–1717 enthält. Breslau 1753
  - 5. Teil, welcher die Jahre 1718–1721 enthält. Breslau 1754
  - 6. Teil, welcher die Jahre 1722–1726 enthält. Breslau 1755
  - 7. Teil, welcher die Jahre 1727–1730 enthält. Breslau 1755
  - 8. Teil, welcher die Jahre 1731–1734 enthält. Breslau 1757
  - 9. Teil, welcher die Jahre 1735–1737 enthält. Breslau 1760
  - 12. Teil, welcher die Jahre 1737–1738 enthält. Breslau 1756
- Der königl. Academie der Wissenschaften in Paris anatomische, chymische und botanische Abhandlungen. 1. Teil, welcher die Jahre 1692, 1693, 1699, 1700 und 1702 in sich enthält, aus dem Französischen übersetzt. Breslau 1749
- Oratio pro ingenio Germanorum temero iis a Gallorumque nonnullis ac per grande nefas abiudicato. Frankfurt (Oder) 1750,  Deutsch (von ihm selbst oder von einem andern) Frankfurt (Oder) 1756
- Diss. utrum bestias necare liceat secundum ius naturae. Frankfurt (Oder) 1756
- Regiae in Polonia dignitatis origines commentaione historico-critica requisitae. Frankfurt (Oder) 1758
- Kern scharfsinniger Gedanken der Julie; zum Besten des gesellschaftlichen Lebens, und insonderheit der Jugend. aus dem Französischen. Berlin 1763 (Es ist eine Übersetzung von Formey’s Esprit de Julie; welches ein Auszug aus dem moralischen Teil von Rousseau’s Nouvelle Heloisa ist).
- Rede zum Andenken des Hrn. Prof. Krause zu Wittenberg. In: den Schriften der Leipziger Deutschen Gesellschaft, Teil 3, 1739